# Discografia de Michelle Branch
Esta é a discografia de Michelle Branch.

## Álbuns

### Álbuns de estúdio
| 2000                                                             | Broken Bracelet - Gravadora: Twin Dragon | —  | — | —  | — | —  | —                                    |
| 2001                                                             | The Spirit Room - Gravadora: Maverick    | 28 | — | 54 | — | 25 | - RIAA: Platina - ARIA: Ouro         |
| 2003                                                             | Hotel Paper - Gravadora: Maverick        | 2  | 4 | 35 | 4 | 18 | - RIAA: Platina - Music Canada: Ouro |
| 2017                                                             | Hopeless Romantic - Gravadora: Verve     | —  | — | —  | — | —  |                                      |
| "—" denota álbuns lançados que não entraram nas paradas musicais |                                          |    |   |    |   |    |                                      |

### Extended plays
| Ano                                                              | Título                    | Detalhes                                                                                | Posições nas paradas musicais |
| Ano                                                              | Título                    | Detalhes                                                                                | US Country                    |
| ---------------------------------------------------------------- | ------------------------- | --------------------------------------------------------------------------------------- | ----------------------------- |
| 2010                                                             | Everything Comes and Goes | - Lançamento: 16 de julho de 2010 - Gravadora: Reprise - Formatos: CD, download digital | 35                            |
| 2011                                                             | The Loud Music Hits EP    | - Lançamento: 26 de agosto de 2011 - Gravadora: Reprise - Formatos: Download digital    | —                             |
| "—" denota álbuns lançados que não entraram nas paradas musicais |                           |                                                                                         |                               |

## Compactos
| Ano                                                              | Compacto             | Posições nas paradas musicais | Posições nas paradas musicais | Posições nas paradas musicais | Posições nas paradas musicais | Posições nas paradas musicais | Posições nas paradas musicais | Posições nas paradas musicais | Álbum                     |
| Ano                                                              | Compacto             | US                            | US Country                    | US AC                         | UK                            | AUS                           | IND                           | PHL                           | Álbum                     |
| ---------------------------------------------------------------- | -------------------- | ----------------------------- | ----------------------------- | ----------------------------- | ----------------------------- | ----------------------------- | ----------------------------- | ----------------------------- | ------------------------- |
| 2001                                                             | "Everywhere"         | 12                            | —                             | —                             | 18                            | 19                            | 1                             | 1                             | The Spirit Room           |
| 2002                                                             | "All You Wanted"     | 6                             | —                             | 30                            | 33                            | 25                            | 4                             | 1                             | The Spirit Room           |
| 2002                                                             | "Goodbye to You"     | 21                            | —                             | —                             | —                             | —                             | 8                             | 9                             | The Spirit Room           |
| 2003                                                             | "Are You Happy Now?" | 16                            | —                             | —                             | 31                            | 33                            | 1                             | 1                             | Hotel Paper               |
| 2003                                                             | "Breathe"            | 36                            | —                             | 27                            | —                             | 46                            | 1                             | 1                             | Hotel Paper               |
| 2003                                                             | "Til I Get Over You" | —                             | —                             | —                             | —                             | —                             | —                             | 40                            | Hotel Paper               |
| 2009                                                             | "Sonner or Later"    | —                             | —                             | —                             | —                             | —                             | —                             | —                             | Everything Comes and Goes |
| 2011                                                             | "Loud Music"         | —                             | —                             | —                             | —                             | —                             | —                             | —                             | The Loud Music Hits EP    |
| 2017                                                             | "Hopeless Romantic"  | 143                           | —                             | —                             | —                             | —                             | —                             | —                             | Hopeless Romantic         |
| "—" denota álbuns lançados que não entraram nas paradas musicais |                      |                               |                               |                               |                               |                               |                               |                               |                           |

### Guest singles
| Ano                                                              | Compactos          | Artista                    | Posições nas paradas musicais | Posições nas paradas musicais | Posições nas paradas musicais | Posições nas paradas musicais | Posições nas paradas musicais | Posições nas paradas musicais | Álbum         |
| Ano                                                              | Compactos          | Artista                    | US                            | US AC                         | UK                            | AUS                           | IND                           | PHL                           | Álbum         |
| ---------------------------------------------------------------- | ------------------ | -------------------------- | ----------------------------- | ----------------------------- | ----------------------------- | ----------------------------- | ----------------------------- | ----------------------------- | ------------- |
| 2002                                                             | "The Game of Love" | Santana                    | 5                             | 1                             | 16                            | 21                            | 1                             | 1                             | Shaman        |
| 2005                                                             | "I'm Feeling You"  | Santana (com The Wreckers) | 55                            | 5                             | —                             | —                             | 1                             | 1                             | All That I Am |
| "—" denota álbuns lançados que não entraram nas paradas musicais |                    |                            |                               |                               |                               |                               |                               |                               |               |